# Nowotworowe komórki macierzyste

Terapia nowotworów konwencjonalna (na dole) i specyficzna wobec komórek macierzystych (u góry)

Nowotworowe komórki macierzyste (ang. cancer stem cells, CSCs) – jest to teoria zakładająca występowanie inicjalnych, niezróżnicowanych komórek nowotworowych obecnych w guzach i nowotworach układu krwiotwórczego, mających możliwość przekształcania się we wszystkie rodzaje komórek nowotworowych tworzących masę nowotworową.
Jedna z teorii wyjaśniających proces nowotworzenia zakłada, że rakowe komórki macierzyste są prekursorami innych komórek nowotworowych i odgrywają kluczową rolę w powstawaniu raka. Komórki te, w przeciwieństwie do innych komórek rakowych, są rakotwórcze (same w sobie mają zdolność do wywoływania raka). Podejrzewa się, że CSCs są przyczyną występowania przerzutów i nawrotów choroby nowotworowej. 
Teoria o rakowych komórkach macierzystych zakłada, że konwencjonalna chemioterapia przeciwnowotworowa niszczy odróżnicowane i różnicujące się komórki budujące guza, które nie są zdolne do tworzenia nowych komórek rakowych. Natomiast rakowe komórki macierzyste, które mogą dzielić się i dawać początek nowym guzom, często są zdolne przeżyć terapię. Może to być powodem nawracania choroby nowotworowej. W związku z tym rakowe komórki macierzyste są potencjalnym celem terapii nowotworowej. Prawdopodobnie niektóre leki niszczą rakowe komórki macierzyste dużo skuteczniej niż inne, np. salinomycyna w nowotworach piersi u myszy niszczy ich 100 razy więcej niż paklitaksel.